# 89739 Rampazzi
89739 Rampazzi este un asteroid din centura principală de asteroizi.

## Descriere
89739 Rampazzi este un asteroid din centura principală de asteroizi. A fost descoperit pe 9 ianuarie 2002 la Cima Ekar în cadrul programului Asiago-DLR Asteroid Survey. Asteroidul prezintă o orbită caracterizată de o semiaxă mare de 2,58 ua, o excentricitate de 0,04 și o înclinație de 14,2° în raport cu ecliptica.